# Naked Truckers
A Naked Truckers egy magyar eredetű, de angol nyelven éneklő rockabilly trió, amely ismertségét leginkább humoros videóklipjeinek köszönheti.
Az együttes ars poeticáját a frontember így definiálta: „Mi nem akarjuk komolyan venni magunkat, csak szórakozni akarunk, lehetőleg minél több ember bevonásával. A koncertjeink tulajdonképpen nagyra nőtt házibulik.”
A Jump! és a Big Boobs című dalaik videóklipjeit Rónai Domonkos rendezte.
2015 decemberében megjelent White Lies című EP-jük, amelyen lévő Ginger c. számhoz 2016-ban sinco rendezésében videóklip készült.
2017 szeptemberében kiadták legújabb albumukat, Naked in public címmel.

## Tagok
- Little G (Kiss Gábor) - ének, gitár
- Gergő Békési - nagybőgő
- Peete Jones - dobok

### Korábbi tagok
- Mitch Farty - nagybőgő (2009-2015)
- Tommy Fox - dobok (2009-2014)

## Diszkográfia

### Album
- Trucker Attack (2011)
- Jump! (2014)
- Naked in public (2017)

### EP
- White Lies (2015)